# Bränntjärnen (Ljusnarsbergs socken, Västmanland, 664996-146431)
Bränntjärnen är en sjö i Ljusnarsbergs kommun i Västmanland och ingår i Norrströms huvudavrinningsområde.